# Infusore
Un infusore è un oggetto tramite il quale possono preparare gli infusi come il tè e le tisane  nella teiera o direttamente nella tazza, evitando l'uso delle bustine-filtro. Rispetto al più diffuso colino ha il vantaggio che dopo un tempo ottimale il tè si può togliere e quindi la bevanda non diventa troppo carica in attesa di essere consumata. 

## Tipi di infusori

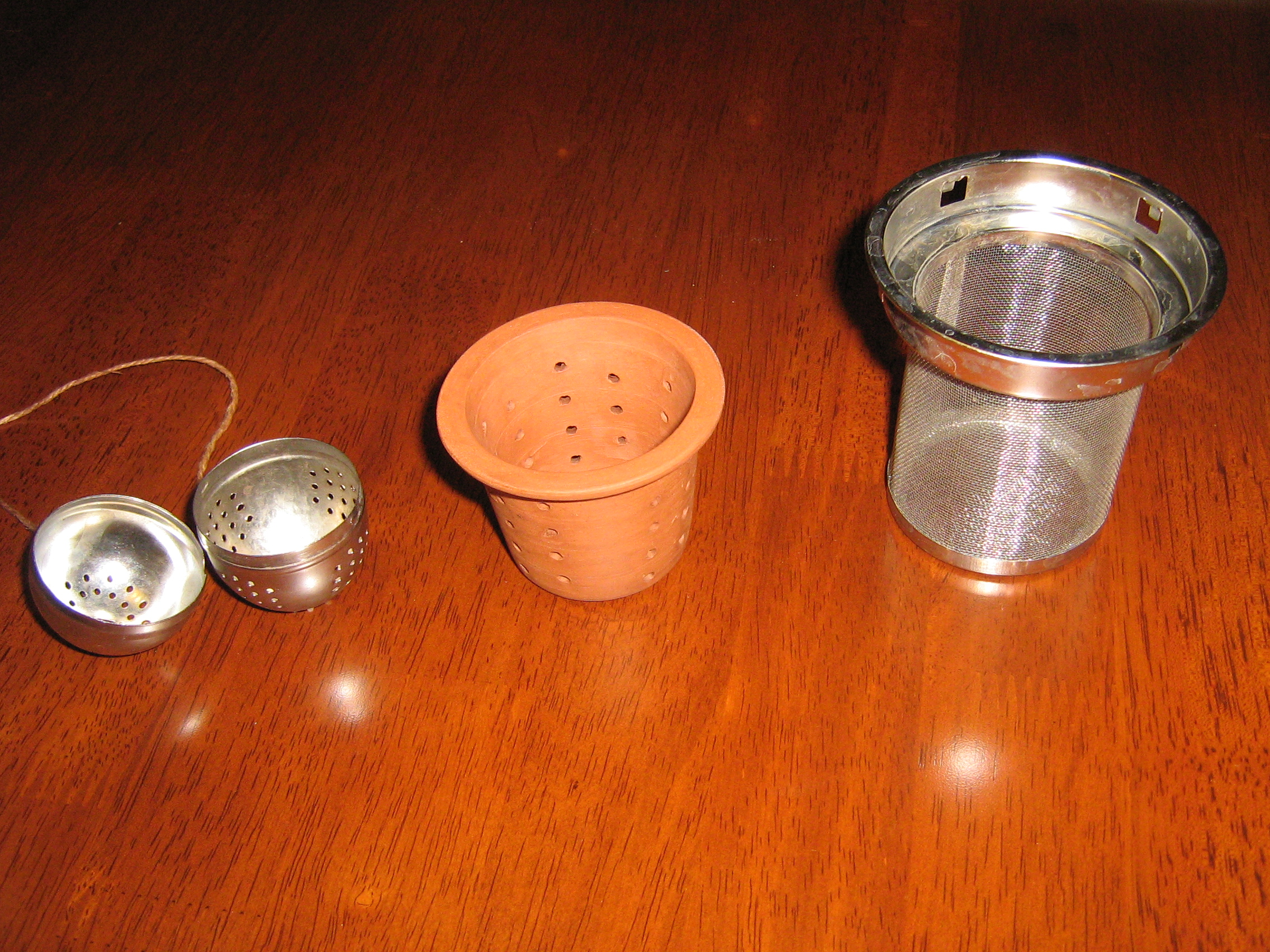
Tre infusori: a "Uovo", interno di terracotta, interno di metallo.

L'infusore può essere di vari tipi, forme e dimensioni: 
- L'infusore interno alla teiera: è in genere un cilindro reticolato che appoggia sull'imboccatura.
- infusore in terracotta o porcellana, viene venduto insieme alla tazza tisaniera, ha forma a tronco di cono con forellini. I  materiali vetrosi non consentono una bucherellatura fitta come quella dei metalli ma nelle dosi necessariamente ridotte della singola tazza questo non ha importanza.
- Infusore a retina: simile al precedente, ma interamente composto da una retina metallica, consente di preparare l'infuso in bicchieri o tazze di qualsiasi tipo.
- Infusore a uovo rigido: è in genere un oggetto metallico, formato da due pezzi concavi perforati, che uniti formano un ellissoide, all'interno va posto l'infuso e successivamente viene chiuso e immerso nell'acqua calda. Una catenella che si fissa al bordo della teiera consente di ripescarlo dopo il tempo voluto.
- Infusore a cucchiaio: è un cucchiaio da tè con coperchio forato, era diffuso in Inghilterra in passato.

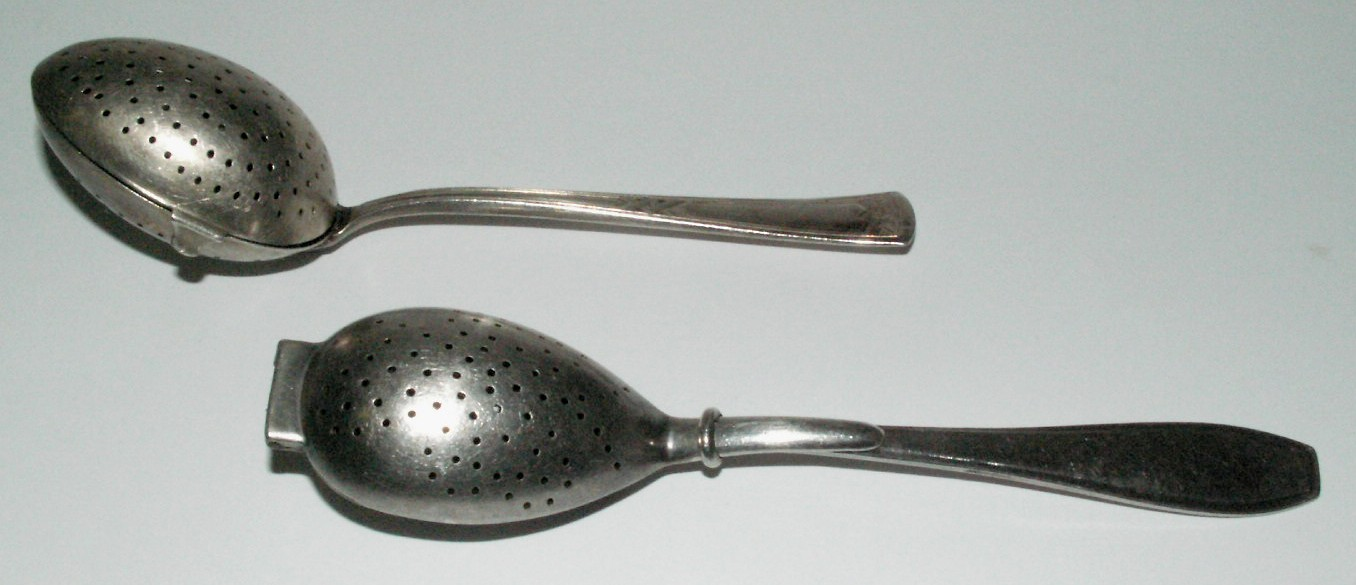
Infusore a cucchiaio